# Georg-Hans Reinhardt
Georg-Hans Reinhardt (Bautzen, 1 de marzo de 1887 - Tegernsee, 24 de noviembre de 1963) fue un General alemán de la Segunda Guerra Mundial. Estuvo al mando del III Ejército Panzer desde 1941 hasta 1944 y del Grupo de Ejércitos Centro en 1944 y 1945. Fue ascendido hasta Generaloberst.

## Biografía
Reinhardt luchó durante la Primera Guerra Mundial en un regimiento de infantería. En febrero de 1934 Reinhardt fue ascendido a Oberst (coronel) y poco después a Generalmajor en el ejército alemán.
Mandó a la 4.ª División Panzer durante la campaña de Polonia de septiembre de 1939, siendo al final galardonado con la Cruz de Caballero de la Cruz de Hierro y ascendido a Generalleutnant.
En 1940, durante la Batalla de Francia, Reinhardt comanda el XXXXI Cuerpo Panzer, que fue uno de los tres Cuerpos Panzer que se abrieron paso por las Ardenas. Tras este éxito, fue ascendido a General der Panzertruppe el 1 de junio de 1940.
A finales de 1940, Reinhardt y el XXXXI Cuerpo Panzer fueron designados para participar en la Operación León Marino (la invasión de Gran Bretaña). La fuerza de Reinhardt tendría que estar en el primer desembarco. Sin embargo, nunca se produjo la operación.
En 1941, el XXXXI Cuerpo Panzer fue desplegado en el frente oriental de la Operación Barbarroja (invasión de la Unión Soviética) y asignado al Grupo de Ejércitos Norte en la región de Leningrado.
El 5 de octubre le dieron el mando del III Ejército Panzer en el Grupo de Ejércitos Centro con el que participó en el ataque alemán a Moscú. Tras el gran éxito inicial, el ataque se atascó en el barro, y se detuvo en diciembre a las afueras de la ciudad.
El III Ejército Panzer fue rechazado por los soviéticos durante el invierno de 1941-1942, pero Reinhardt fue galardonado con las Hojas de Roble para su Cruz de Caballero por su experiencia en operaciones de defensa.
Desde principios de 1942 hasta junio de 1944, el III Ejército Panzer luchó alrededor de Vitebsk y Smolensko, rechazando la mayoría de los ataques de los soviéticos. El 26 de mayo de 1944, Reinhardt fue galardonado con las Espadas para su Cruz de Caballero por este éxito relativo.
Sin embargo, en junio de 1944, el III Ejército Panzer y el resto del Grupo de Ejércitos Centro fueron golpeados por un enorme ataque soviético.
Las sorprendidas fuerzas de Reinhardt no pudieron contener los ataques, y esto le causó problemas con Hitler. Reinhardt se retiró del servicio activo en enero de 1945.

## Crímenes de guerra
En junio de 1945, Reinhardt fue detenido por el Ejército de los Estados Unidos como un criminal de guerra. En 1947, él y otros trece comandantes alemanes fueron juzgados por un tribunal militar de Estados Unidos en Núremberg en el Juicio del Alto Mando. Reinhardt fue declarado culpable de asesinato y malos tratos a los prisioneros de guerra, y de asesinato, deportación y toma de rehenes de la población civil en los países ocupados. Fue condenado a 15 años de prisión, pero fue puesto en libertad en 1952. Murió el 24 de noviembre de 1963 en su casa de retiro en Tegernsee, Baviera.

## Condecoraciones
- Cruz de Hierro 
  - 2.ª Clase (14 de septiembre de 1914)
  - 1.ª Clase (8 de agosto de 1915)
- Cruz de Caballero de la Orden Real Casa de Hohenzollern con Espadas
- Cruz de Caballero de la Orden Real de Sajonia Militar-St. Heinrichs-Orden
- Cruz de Honor
- Broche para la Cruz de Hierro 
  - 2.ª Clase (21 de septiembre de 1939)
  - 1.ª Clase (2 de octubre de 1939)
- Insignia de Herido en Negro (1939)
- Medalla del Frente Oriental 1941/1942
- Cruz de Caballero de la Cruz de Hierro
  - Cruz de Caballero el 27 de octubre de 1939, como Generalleutnant y comandante de la 4.ª División Panzer.
  - Hojas de Roble 17 de febrero de 1942, como General der Panzertruppen comandante del III Grupo Panzer
  - Espadas el 26 de mayo de 1944, como Generaloberst y comandante del III Ejército Panzer
- Caballero de la Orden de la Casa Real de Hohenzollern (Reino de Prusia)
- Mención de su nombre en el Informe de la Wehrmacht (3 veces) (Alemania)
- Medalla conmemorativa del 13 de marzo de 1938 (Alemania)
- Broche para la Medalla conmemorativa del 1 de octubre de 1938 (Alemania)
- Insignia de combate de tanques (Alemania).
- Premio de la Wehrmacht de 4.ª Clase por 4 años de Servicios (Alemania)
- Premio de la Wehrmacht de 3.ª Clase por 12 años de Servicios  (Alemania)
- Premio de la Wehrmacht de 2.ª Clase por 18 años de Servicios  (Alemania)
- Premio de la Wehrmacht de 1.ª Clase por 25 años de Servicios (Alemania)
- Gran Cruz del Mérito (24 de noviembre de 1962)